# Joseph-Edouard-Aimé Doumenc
Joseph-Edouard-Aimé Doumenc, francoski general, * 1880, † 1948.